# Кјукамбер (Западна Вирџинија)
Кјукамбер (енгл. Cucumber) насељено је место без административног статуса у америчкој савезној држави Западна Вирџинија.

## Демографија
По попису из 2010. године број становника је 94.
| Група             | 2000.    | 2010.      |
| Белци             | 0 (0,0%) | 92 (97,9%) |
| Афроамериканци    | 0 (0,0%) | 0 (0,0%)   |
| Азијати           | 0 (0,0%) | 0 (0,0%)   |
| Хиспаноамериканци | 0 (0,0%) | 2 (2,1%)   |
| Укупно            | 0        | 94         |